# Konstantin Rykov
Pour les articles homonymes, voir Rykov.
Konstantin Rykov, en russe : Константин Игоревич Рыков, surnommé Jason Foris (en russe : Джейсон Форис) est un homme politique et pirate informatique russe né le 27 mai 1979.

## Biographie
Rykov est né à Moscou en 1979 : il serait issu de la culture de la « jeunesse dorée post-soviétique ».

### Carrière dans les médias
Depuis 1998, il est considéré comme l'un des premiers producteurs professionnel de l'Internet russe. Rykov a créé, notamment avec Egor Lavrov (en), des sites web et des programmes de télévision populaire tels que Star Factory.
À partir de 2002, il travaille comme chef du département internet de la première chaîne de télévision de l’État, où il coopére avec l'impresario Marat Gelman sur un ensemble de sites politiques.

### Carrière en politique
Le 2 décembre 2007, Rykov a été élu membre de la Douma pour la circonscription de Nijni Novgorod en tant que candidat pro-Kremlin du parti Russie unie. Il y est resté jusqu'en 2011.

## Implication dans les efforts d'ingérence électorale
Outre son implication personnelle dans la politique russe, Rykov aurait également utilisé ses identifiants Internet et ses relations avec des responsables du Kremlin pour s'impliquer dans diverses campagnes politiques et référendums en Russie et dans d'autres pays. 
Après l'invasion de la péninsule ukrainienne de Crimée par la Russie en 2014, Konstantin Rykov et de nombreux partisans ont inondé les réseaux sociaux de récits pro-Kremlin et ont même directement interpellé des responsables américains tels que l'ancien ambassadeur des États-Unis en Russie, Michael McFaul.
En 2016, Rykov a lancé un site Web russe pour soutenir le candidat à la présidence américaine de l'époque, Donald Trump, et s'est vanté plus tard d'être responsable de la victoire de Trump à l'élection présidentielle américaine de 2016. La commission du renseignement du Sénat des États-Unis avait des « inquiétudes » concernant Rykov et son rôle dans les opérations d’influence dirigées contre les élections ukrainiennes et américaines.
Il a également affirmé que, même s’ils ont réussi avec Donald Trump, ils ont malheureusement échoué en soutenant le FN pour faire gagner Marine Le Pen lors des élection présidentielle française de 2017,. Ces allégations, y compris le rôle de Cambridge Analytica, ont été publiées un an avant que le procureur spécial Robert Mueller n'inculpe les membres de l'Internet Research Agency impliqués dans des mesures actives pour faire gagner l'élection américaine à Donald Trump et des années avant que les actes d'accusation du FBI ne révèlent le rôle de WikiLeaks dans le déploiement de matériel piraté du Comité national démocrate par Fancy Bear, associé à l'agence militaire russe GRU et au groupe Cozy Bear du FSB.

## Sources
- (en) Cet article est partiellement ou en totalité issu de l’article de Wikipédia en anglais intitulé « Konstantin Rykov » (voir la liste des auteurs).

- (ru) Cet article est partiellement ou en totalité issu de l’article de Wikipédia en russe intitulé « Рыков, Константин Игоревич » (voir la liste des auteurs).